# Liste des cantons du Loiret (1982-2015)

Carte des cantons du Loiret avec représentation de la densité de population (INSEE, 2007)

La liste des cantons du Loiret sur la période 1982-2015 présente la liste et les caractéristiques des 41 cantons du département français du Loiret (région Centre-Val de Loire) classés par arrondissement qui ont existé entre le découpage cantonal défini par le décret du 25 janvier 1982 et celui du 25 février 2014.

## Histoire
Depuis la création du département en 1790, le découpage cantonal du Loiret a subi plusieurs changements notables. Le nombre de cantons est passé successivement de 59 en 1790 à 31 en 1801, 29 en 1806, 37 en 1973, 41 en 1982 et 21 en 2015.

## Liste des cantons
| Arrondissement | Code canton | Nom du canton              | Chef-lieu de canton     | Superficie | Population    | Nombre de communes | Communes composant le canton |
| -------------- | ----------- | -------------------------- | ----------------------- | ---------- | ------------- | ------------------ | --- |
| Montargis      | 4504        | Bellegarde                 | Bellegarde              | 150,2 km2  | 7 182 (2012)  | 12                 | Auvilliers-en-Gâtinais, Beauchamps-sur-Huillard, Bellegarde, Chapelon, Fréville-du-Gâtinais, Ladon, Mézières-en-Gâtinais, Moulon, Nesploy, Ouzouer-sous-Bellegarde, Quiers-sur-Bézonde, Villemoutiers.                                                                        |
| Montargis      | 4505        | Briare                     | Briare                  | 327,1 km2  | 11 618 (2012) | 14                 | Adon, Batilly-en-Puisaye, Bonny-sur-Loire, Breteau, Briare, La Bussière, Champoulet, Dammarie-en-Puisaye, Escrignelles, Faverelles, Feins-en-Gâtinais, Ousson-sur-Loire, Ouzouer-sur-Trézée, Thou.                                                                            |
| Montargis      | 4507        | Château-Renard             | Château-Renard          | 266,2 km2  | 10 607 (2012) | 10                 | Château-Renard, Chuelles, Douchy, Gy-les-Nonains, Melleroy, Montcorbon, Saint-Firmin-des-Bois, Saint-Germain-des-Prés, La Selle-en-Hermoy, Triguères |
| Montargis      | 4508        | Châtillon-Coligny          | Châtillon-Coligny       | 304,7 km2  | 10 790 (2012) | 12                 | Aillant-sur-Milleron, La Chapelle-sur-Aveyron, Le Charme, Châtillon-Coligny, Cortrat, Dammarie-sur-Loing, Montbouy, Montcresson, Nogent-sur-Vernisson, Pressigny-les-Pins, Sainte-Geneviève-des-Bois, Saint-Maurice-sur-Aveyron.                                              |
| Montargis      | 4509        | Châtillon-sur-Loire        | Châtillon-sur-Loire     | 220,2 km2  | 7 231 (2012)  | 6                  | Autry-le-Châtel, Beaulieu-sur-Loire, Cernoy-en-Berry, Châtillon-sur-Loire, Pierrefitte-ès-Bois, Saint-Firmin-sur-Loire |
| Montargis      | 4511        | Courtenay                  | Courtenay               | 223,4 km2  | 10 361 (2012) | 15                 | Bazoches-sur-le-Betz, Chantecoq, La Chapelle-Saint-Sépulcre, Courtemaux, Courtenay, Ervauville, Foucherolles, Louzouer, Mérinville, Pers-en-Gâtinais, Rosoy-le-Vieil, Saint-Hilaire-les-Andrésis.Saint-Loup-de-Gonois, La Selle-sur-le-Bied; Thorailles                       |
| Montargis      | 4512        | Ferrières-en-Gâtinais      | Ferrières-en-Gâtinais   | 273,7 km2  | 16 337 (2012) | 17                 | Le Bignon-Mirabeau, Chevannes, Chevry-sous-le-Bignon, Corbeilles, Courtempierre, Dordives, Ferrières-en-Gâtinais, Fontenay-sur-Loing, Girolles, Gondreville, , Griselles, Mignères.Mignerette, Nargis; Préfontaines, Sceaux-du-Gâtinais; Treilles-en-Gâtinais                 |
| Montargis      | 4514        | Gien                       | Gien                    | 357,8 km2  | 25 487 (2012) | 11                 | Boismorand, Les Choux, Coullons, Gien, Langesse, Le Moulinet-sur-Solin, Nevoy, Poilly-lez-Gien, Saint-Brisson-sur-Loire, Saint-Gondon, Saint-Martin-sur-Ocre |
| Montargis      | 4516        | Lorris                     | Lorris                  | 271,8 km2  | 9 822 (2012)  | 13                 | Chailly-en-Gâtinais, Coudroy, La Cour-Marigny, Lorris, Montereau, Noyers, Oussoy-en-Gâtinais, Ouzouer-des-Champs, Presnoy, Saint-Hilaire-sur-Puiseaux, Thimory, Varennes-Changy.Vieilles-Maisons-sur-Joudry                                                                   |
| Montargis      | 4519        | Montargis                  | Montargis               | 4,5 km2    | 14 490 (2012) | 1                  | Montargis |
| Montargis      | 4532        | Amilly                     | Amilly                  | 150,1 km2  | 23 423 (2012) | 9                  | Amilly, Chevillon-sur-Huillard, Conflans-sur-Loing, Lombreuil, Mormant-sur-Vernisson, Saint-Maurice-sur-Fessard, Solterre, Villemandeur, Vimory |
| Montargis      | 4533        | Châlette-sur-Loing         | Châlette-sur-Loing      | 81,7 km2   | 22 767 (2012) | 6                  | Cepoy, Châlette-sur-Loing, Corquilleroy, Pannes, Paucourt, Villevoques |
| Orléans        | 4501        | Artenay                    | Artenay                 | 196,9 km2  | 9 395 (2012)  | 10                 | Artenay, Bucy-le-Roi, Cercottes, Chevilly, Gidy, Huêtre, Lion-en-Beauce, Ruan, Sougy, Trinay |
| Orléans        | 4502        | Beaugency                  | Beaugency               | 145,4 km2  | 16 708 (2012) | 7                  | Baule, Beaugency, Cravant, Lailly-en-Val, Messas, Tavers, Villorceau |
| Orléans        | 4506        | Châteauneuf-sur-Loire      | Châteauneuf-sur-Loire   | 317,4 km2  | 21 916 (2012) | 12                 | Bouzy-la-Forêt, Châteauneuf-sur-Loire, Châtenoy, Combreux, Fay-aux-Loges, Germigny-des-Prés, Saint-Aignan-des-Gués, Saint-Denis-de-l'Hôtel, Saint-Martin-d'Abbat, Seichebrières, Sury-aux-Bois, Vitry-aux-Loges                                                               |
| Orléans        | 4510        | Cléry-Saint-André          | Cléry-Saint-André       | 131,5 km2  | 8 126 (2012)  | 5                  | Cléry-Saint-André, Dry, Jouy-le-Potier, Mareau-aux-Prés, Mézières-lez-Cléry |
| Orléans        | 4513        | La Ferté-Saint-Aubin       | La Ferté-Saint-Aubin    | 364,6 km2  | 13 781 (2012) | 6                  | Ardon, La Ferté-Saint-Aubin, Ligny-le-Ribault, Marcilly-en-Villette, Ménestreau-en-Villette, Sennely |
| Orléans        | 4515        | Jargeau                    | Jargeau                 | 245,8 km2  | 18 909 (2012) | 10                 | Darvoy, Férolles, Jargeau, Neuvy-en-Sullias, Ouvrouer-les-Champs, Sandillon, Sigloy, Tigy, Vannes-sur-Cosson, Vienne-en-Val |
| Orléans        | 4518        | Meung-sur-Loire            | Meung-sur-Loire         | 222,7 km2  | 19 056 (2012) | 10                 | Baccon, Le Bardon, Chaingy, Charsonville, Coulmiers, Épieds-en-Beauce, Huisseau-sur-Mauves, Meung-sur-Loire, Rozières-en-Beauce, Saint-Ay |
| Orléans        | 4520        | Neuville-aux-Bois          | Neuville-aux-Bois       | 247,9 km2  | 15 474 (2012) | 10                 | Bougy-lez-Neuville, Ingrannes, Loury, Neuville-aux-Bois, Rebréchien, Saint-Lyé-la-Forêt, Sully-la-Chapelle, Traînou, Vennecy, Villereau |
| Orléans        | 4521        | Orléans-Bourgogne          | Orléans                 | km2        | 17 352 (2012) | 1                  | Fraction d'Orléans |
| Orléans        | 4522        | Orléans-Carmes             | Orléans                 | km2        | 18 438 (2012) | 1                  | Fraction d'Orléans |
| Orléans        | 4523        | Orléans-Bannier            | Orléans                 | km2        | 20 362 (2012) | 1                  | Fraction d'Orléans |
| Orléans        | 4524        | Orléans-Saint-Marc-Argonne | Orléans                 | km2        | 18 188 (2012) | 1                  | Fraction d'Orléans |
| Orléans        | 4525        | Orléans-Saint-Marceau      | Orléans                 | km2        | 21 727 (2012) | 1                  | Fraction d'Orléans |
| Orléans        | 4527        | Ouzouer-sur-Loire          | Ouzouer-sur-Loire       | 157,9 km2  | 9 981 (2012)  | 6                  | Bonnée, Les Bordes, Bray-en-Val, Dampierre-en-Burly, Ouzouer-sur-Loire, Saint-Benoît-sur-Loire |
| Orléans        | 4528        | Patay                      | Patay                   | 201,8 km2  | 6 835 (2012)  | 13                 | Boulay-les-Barres, Bricy, Bucy-Saint-Liphard, La Chapelle-Onzerain, Coinces, Gémigny, Patay, Rouvray-Sainte-Croix, Saint-Péravy-la-Colombe, Saint-Sigismond, Tournoisis, Villamblain, Villeneuve-sur-Conie                                                                    |
| Orléans        | 4531        | Sully-sur-Loire            | Sully-sur-Loire         | 357,8 km2  | 11 606 (2012) | 10                 | Cerdon, Guilly, Isdes, Lion-en-Sullias, Saint-Aignan-le-Jaillard, Saint-Florent, Saint-Père-sur-Loire, Sully-sur-Loire, Viglain, Villemurlin |
| Orléans        | 4534        | Fleury-les-Aubrais         | Fleury-les-Aubrais      | 39 km2     | 22 225 (2012) | 2                  | Chanteau, Fleury-les-Aubrais |
| Orléans        | 4535        | Olivet                     | Olivet                  | 46,4 km2   | 27 928 (2012) | 3                  | Olivet, Saint-Hilaire-Saint-Mesmin, Saint-Pryvé-Saint-Mesmin |
| Orléans        | 4536        | Saint-Jean-de-Braye        | Saint-Jean-de-Braye     | 21,5 km2   | 22 649 (2012) | 2                  | Saint-Jean-de-Braye, Semoy |
| Orléans        | 4537        | Saint-Jean-de-la-Ruelle    | Saint-Jean-de-la-Ruelle | 6,1 km2    | 16 833 (2012) | 1                  | Saint-Jean-de-la-Ruelle |
| Orléans        | 4538        | Chécy                      | Chécy                   | 79,1 km2   | 18 530 (2012) | 7                  | Boigny-sur-Bionne, Bou, Chécy, Combleux, Donnery, Mardié, Marigny-les-Usages |
| Orléans        | 4539        | Ingré                      | Ingré                   | 67,6 km2   | 36 967 (2012) | 4                  | La Chapelle-Saint-Mesmin, Ingré, Ormes, Saran |
| Orléans        | 4540        | Saint-Jean-le-Blanc        | Saint-Jean-le-Blanc     | 69 km2     | 18 272 (2012) | 3                  | Saint-Cyr-en-Val, Saint-Denis-en-Val, Saint-Jean-le-Blanc |
| Orléans        | 4541        | Orléans-La Source          | Orléans                 | km2        | 18 219 (2012) | 1                  | Fraction d'Orléans |
| Pithiviers     | 4503        | Beaune-la-Rolande          | Beaune-la-Rolande       | 224,8 km2  | 10 517 (2012) | 18                 | Auxy, Barville-en-Gâtinais, Batilly-en-Gâtinais, Beaune-la-Rolande, Boiscommun, Bordeaux-en-Gâtinais, Chambon-la-Forêt, Courcelles, Égry, Gaubertin, Juranville, Lorcy, Montbarrois, Montliard, Nancray-sur-Rimarde, Nibelle; Saint-Loup-des-Vignes, Saint-Michel             |
| Pithiviers     | 4517        | Malesherbes                | Malesherbes             | 210,3 km2  | 11 979 (2012) | 17                 | Audeville, Labrosse, Césarville-Dossainville, Coudray, Engenville, Intville-la-Guétard, Mainvilliers, Malesherbes, Manchecourt, Morville-en-Beauce, Nangeville, Orveau-Bellesauve, Pannecières, Ramoulu; Rouvres-Saint-Jean, Sermaises; Thignonville.                         |
| Pithiviers     | 4526        | Outarville                 | Outarville              | 301,8 km2  | 8 966 (2012)  | 18                 | Andonville, Aschères-le-Marché, Attray, Autruy-sur-Juine, Bazoches-les-Gallerandes, Boisseaux, Charmont-en-Beauce, Châtillon-le-Roi, Chaussy, Crottes-en-Pithiverais, Erceville, Greneville-en-Beauce, Jouy-en-Pithiverais, Léouville; Montigny, Oison; Outarville, Tivernon. |
| Pithiviers     | 4529        | Pithiviers                 | Pithiviers              | 338,1 km2  | 24 182 (2012) | 20                 | Ascoux, Bondaroy, Bouilly-en-Gâtinais, Bouzonville-aux-Bois, Boynes, Chilleurs-aux-Bois, Courcy-aux-Loges, Dadonville, Escrennes, Estouy, Givraines, Guigneville, Laas, Mareau-aux-Bois, Marsainvilliers, Pithiviers; Pithiviers-le-Vieil, Santeau, Vrigny, Yèvre-la-Ville.   |
| Pithiviers     | 4530        | Puiseaux                   | Puiseaux                | 123 km2    | 7 061 (2012)  | 13                 | Augerville-la-Rivière, Aulnay-la-Rivière, Boësses, Briarres-sur-Essonne, Bromeilles, Desmonts, Dimancheville, Échilleuses, Grangermont, La Neuville-sur-Essonne, Ondreville-sur-Essonne, Orville, Puiseaux.                                                                   |